# بيار أبو بكر
بيار أبو بكر هو لاعب كرة قدم عراقي يلعب في مركز الدفاع ولد في يوم 31 أيار 1990 في مدينة دهوك في العراق، يلعب حالياً مع نادي النفط وسبق له اللعب مع نادي دهوك ويبلغ طوله 184 سم.

## روابط خارجية
- بيار أبو بكر على موقع قاعدة بيانات كرة القدم.إي يو (الإنجليزية)
- بيار أبو بكر على موقع ناشيونال فوتبول تيمز (الإنجليزية)
- بيار أبو بكر على موقع Soccerway.com (الإنجليزية)
- بيار أبو بكر على موقع كووورة